# Chaetacis necopinata
Chaetacis necopinata là một loài nhện trong họ Araneidae.
Loài này thuộc chi Chaetacis. Chaetacis necopinata được Arthur Merton Chickering miêu tả năm 1960.